# Ghiacciaio Haley
Il ghiacciaio Haley (in inglese Haley Glacier) è un ghiacciaio lungo quasi 15 km situato sulla costa di Black, nella parte orientale della Terra di Palmer, in Antartide. Il ghiacciaio, il cui punto più alto si trova circa 750 m s.l.m., fluisce verso sud-est lungo il versante settentrionale del massiccio Rowley fino a entrare nell'insenatura di Odom, andando così ad alimentare la piattaforma glaciale Larsen D.

## Storia
Il ghiacciaio Haley fu mappato nel 1974 dallo United States Geological Survey e così battezzato dal Comitato consultivo dei nomi antartici in onore di Philip H. Haley, un biologo del Programma Antartico degli Stati Uniti d'America di stanza alla stazione Palmer nel 1973.